# Joncy
Joncy település Franciaországban, Saône-et-Loire megyében. Lakosainak száma 511 fő (2022. január 1.). Joncy Collonge-en-Charollais, Saint-Martin-la-Patrouille, Burzy, Genouilly, Mary és Saint-Clément-sur-Guye községekkel határos.

## Népesség
A település népességének változása:
| Lakosok száma | 535  | 535  | 539  | 530  | 526  | 521  | 515  | 512  | 511  |
|               | 2013 | 2015 | 2016 | 2017 | 2018 | 2019 | 2020 | 2021 | 2022 |